# Borås
Borås és una localitat de Västra Götaland, Suècia. El 2017 tenia uns 73.000 habitants.
Va tenir un important desenvolupament en la indústria tèxtil al segle xix que va durar fins als anys 1960 del segle xx. El caràcter comercial de la seva història va néixer amb els comerciants ambulants, anomenats knalle o knallarna, que recorrien la regió al segle xvi.
Gaudeix d'ubicació geogràfica estratègica en ser un punt central entre les ciutats de Göteborg, Jönköping i també de la veïna Noruega. És la seu d'importants centres comercials i industrials, i de punts turístics i culturals.
És conegut el zoo de la ciutat, Borås djurpark, i l'Església de fusta d'Hedared del segle xvi, única que es conserva fora de Noruega.